# Stara Synagoga w Pińczowie
Stara Synagoga w Pińczowie – dawna synagoga znajdująca się w Pińczowie przy ulicy Klasztornej 8, w centrum dawnej dzielnicy żydowskiej na południowym Mirowie.
Jest obecnie jedną z najstarszych synagog w Polsce oraz najstarszą gdzie wszystkie pomieszczenia tworzą jednolitą, zwartą bryłę przykrytą wspólnym dachem.

## Historia
Synagoga została zbudowana w latach 1594–1609 za zezwoleniem marszałka wielkiego koronnego Zygmunta Gonzagi Myszkowskiego. Projektantem synagogi był najprawdopodobniej pochodzący z Florencji, architekt Santi Gucci. W 1636 roku Józef Władysław Myszkowski wydał przywilej, w którym zezwolił na odrestaurowanie synagogi.
Podczas II wojny światowej hitlerowcy zdewastowali wnętrze synagogi oraz wywieźli bądź zniszczyli jej całe ruchome wyposażenie. Wówczas przepadł zbiór około 100 zwojów Tory, gromadzony przez wieki w synagodze. W tym czasie mieściły się w niej garaże oraz magazyny. W 1944 zniszczeń dopełniły bombardowania. Po zakończeniu wojny przystąpiono do prac remontowych synagogi. W 1947 zrekonstruowano dach. Od tego czasu w synagodze mieścił się magazyn nawozów sztucznych i materiałów budowlanych.
W latach 70. XX wieku podjęto decyzję o przeznaczeniu budynku na Muzeum Ponidzia. Wówczas awaryjnie zabezpieczono synagogę, wykonano jej dokumentację konserwatorską i budowlaną oraz otoczono ją murem, w którym od 1990 umieszczane są pozostałości starych macew, które odzyskiwane są przy rozbiórkach domów, ruder i innych obiektów. Obecnie stanowi on Pomnik Pamięci o Holocauście Pińczowskich Żydów.

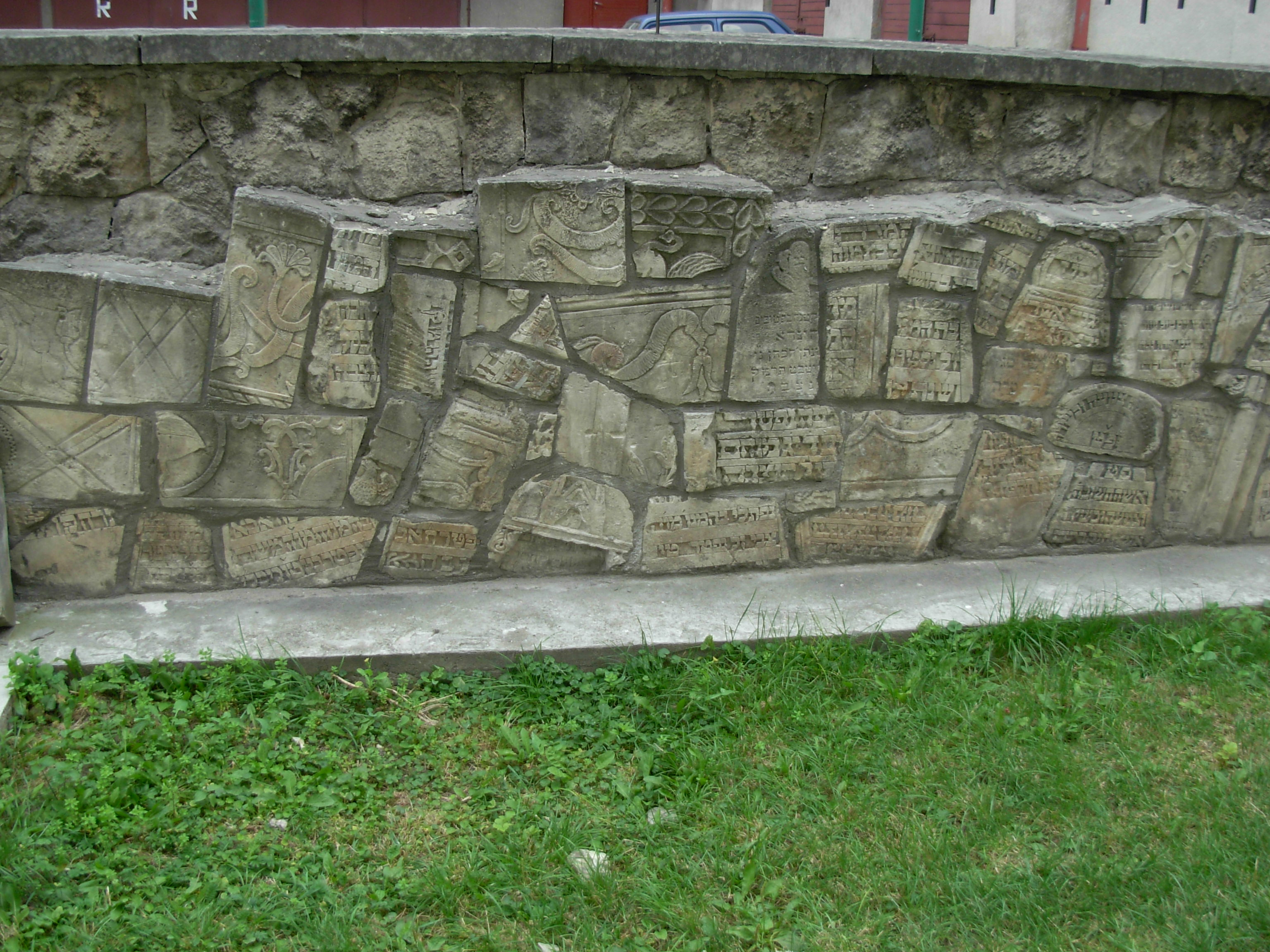
Ściana z macew

W latach 80. z funduszy Centralnego Funduszu Rozwoju Kultury wykonano osuszenie ścian, opaskę odwadniającą, wymieniono okna, niwelację otoczenia obiektu oraz podklejono polichromię w przedsionku. W latach 1989–1995 na Uniwersytecie Mikołaja Kopernika w Toruniu bezpłatnie poddano konserwacji Aron ha-kodesz, który umieszczono z powrotem w synagodze w 1997.
W latach 1996–2000 dokończono prace konserwatorskie we wnętrzach synagogi, doprowadzono energię elektryczną i wodę, ułożono posadzkę w sali głównej z zaznaczeniem gdzie stała bima, odczytano napisy i rozpoznano wystrój malarski oraz podklejono zagrożone malowidła w przedsionku. W 2001 wymieniono więźbę i pokrycie dachu, izolację murów, tynki zewnętrzne oraz podświetlono synagogę.
W 2002 przeprowadzono konserwację wystroju malarskiego i renesansowych portali w przedsionku z funduszy World Monuments Fund w Nowym Jorku, Jewish Heritage Program oraz Fundacji Ronalda Laudera. W latach 2001–2002 na renowację synagogi wydano 360 tysięcy złotych.
W dniach od 16 do 18 czerwca 2006 w synagodze odbyło się pierwsze od czasów zakończenia II wojny światowej nabożeństwo szabatowe, zorganizowane przez Związek Gmin Wyznaniowych Żydowskich w RP, Fundację Ochrony Dziedzictwa Żydowskiego oraz Burmistrza Miasta Pińczowa Łukasza Łaganowskiego. Pomysłodawcą i fundatorem zorganizowania szabatu był Michael Tralson.
Aktualnie synagogą opiekuje się Muzeum Regionalne w Pińczowie, w której prezentowana jest stała wystawa judaiców oraz fotografie Jana Góreckiego. Jednym z najciekawszych eksponatów są XIX-wieczne zwoje Tory klejone z pasów, niekompletne – bez I, II i częściowo III księgi o szerokość 52 centymetrów i długość 20,5 metra. Przez wiele lat tkwiły one zamurowane w ścianie. Zostały odkryte po demontażu aron ha-kodesz.
Synagogę odwiedziło już wiele znamienitych osobistości, m.in. prymas Józef Glemp, premier Tadeusz Mazowiecki, ambasador Republiki Węgierskiej Ákos Engelmayer oraz wielu innych gości z całego świata.

## Architektura

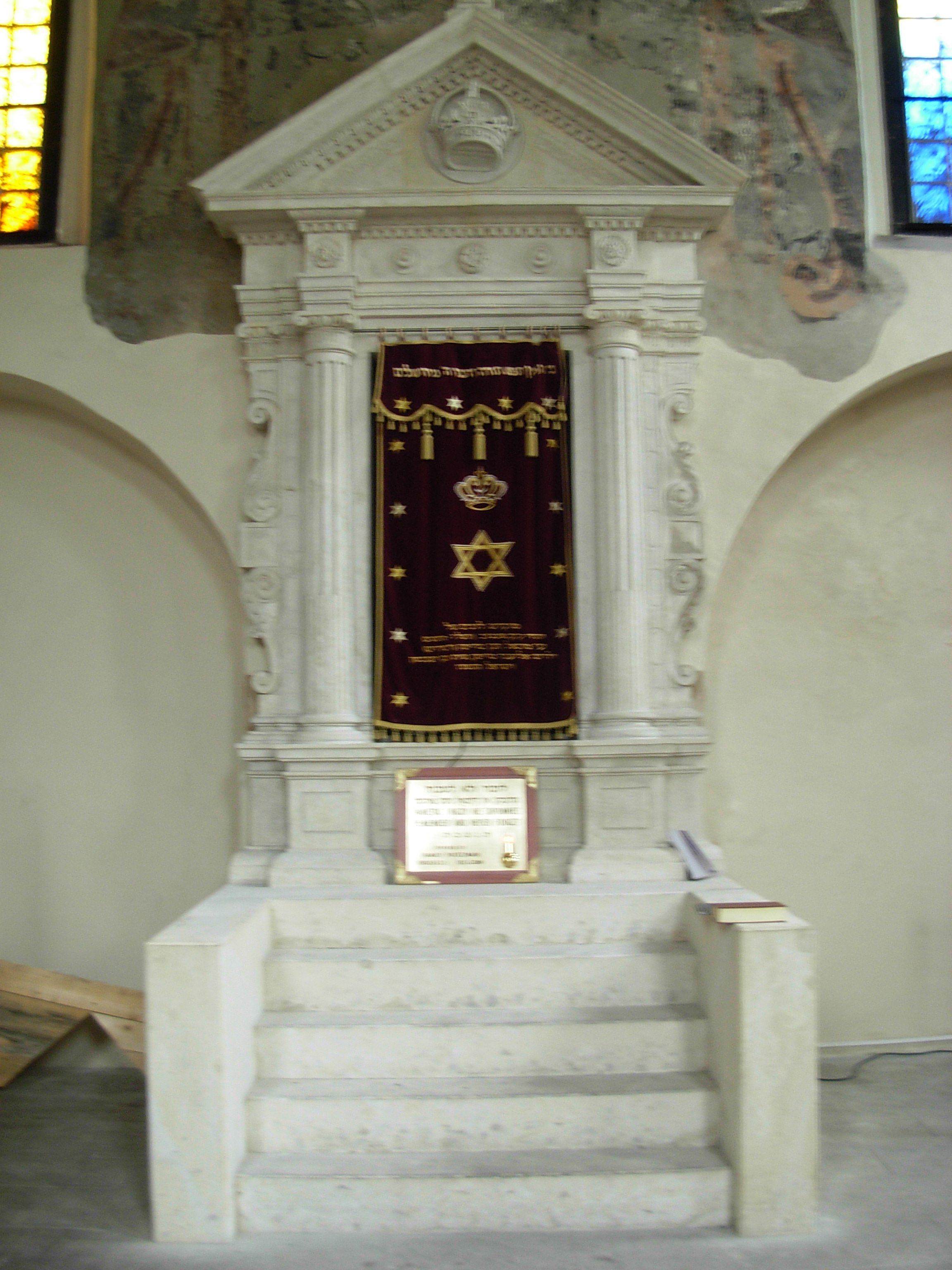
Aron ha-kodesz

Murowany, wykonany z kamienia łamanego budynek synagogi wzniesiono na planie prostokąta, w stylu późnorenesansowym. Jest pierwszą powstałą w Polsce synagogą w której zarówno główną salę, jak i sień, babiniec oraz pomieszczenia pomocnicze wzniesiono równocześnie i połączono w jedną bryłę przykrytą wspólnym dachem. Forma taka nazywana jest układem wzdłużnym.
Bryła bożnicy ma kształt prostopadłościanu z prostą, niedekorowaną ścianą attyki, nie oddzieloną w żaden sposób od płaszczyzny ścian zewnętrznych. Attyka przysłania dwukalenicowy dach pogrążony, z którego woda odprowadzana jest rzygaczami przez otwory w ścianie attykowej. Ściany synagogi są tynkowane, podparte masywnymi szkarpami. Do głównej bryły przylega niższy przedsionek nakryty dachem dwuspadowym.
Wewnątrz znajduje się główna sala modlitewna o kształcie zbliżonym do kwadratu o wymiarach 10,7 na 9,5 metrów, sklepiona kolebkowo z lunetami i żebrami stiukowymi w układzie sieciowym. Sala obniżona jest o pół metra w stosunku do sieni, która położona jest niżej od zewnętrznego przedsionka, ten zaś znajduje się poniżej poziomu ulicy. Wszystkie te pomieszczenia połączone są ze sobą schodami. W sali głównej na sklepianiach zachowały się fragmenty polichromii pochodzące z drugiej połowy XVIII wieku i oceniane jako najstarsze w Polsce. Przedstawiają głównie motywy zwierzęce i roślinne, m.in. jednorożce, gryfy, pawie, orły. Na ścianach zachowały się pozostałości inskrypcji hebrajskich i polichromie.
W lunetach i ścianach zamykających sklepienie kolebkowe znajdują się wielkie, zakończone półkoliście okna, a w dolnych częściach ścian wnęki arkadowe. W jednej z wnęk południowej ściany umieszczono drzwi do sali głównej, ujęte w kamienny portal. Na wschodniej ścianie znajduje się rzeźbiony w kamieniu, manierystyczny, XVII-wieczny Aron ha-kodesz, który nawiązuje do tego, jaki znajdował się we lwowskiej synagodze Złotej Róży. Obramowanie Aron ha-kodesz zostało wykonane z wapienia pińczowskiego z jońskimi kanelowanymi (żłobkowanymi) pilastrami po bokach, które podtrzymują tympanon z koroną na Torę w jego środku z hebrajską inskrypcją: „Korona Tory”, po jej bokach znajduje się reliefowa inskrypcja: „Dzięki mnie królowie panują”.
Obok Aron ha-kodesz znajdował się pierwotnie kamienny pulpit kantora oraz dębowa ława, na której zasiadali wyłącznie najdostojniejsi członkowie społeczności żydowskiej. Pierwotnie pośrodku sali głównej stała renesansowa, kamienna, dwuwejściowa bima na planie ośmioboku, otoczona kamienną balustradą z tralek.
Sień synagogi posiada sklepienie kolebkowe z lunetami, przyozdobiona jest polichromią z XVIII wieku, malowaną przez Jehudę Lejba. Przedstawiają motywy zwierzęce, roślinne, wić roślinną oplatająca wazony kwiatowe, kosze owoców oraz inskrypcje w języku hebrajskim z koronami i kartuszami. We wnętrzu zachowała się zdobiona kamienna skarbona oraz kijor, naczynie do obmywania rąk.
W sali kahalnej przylegającej od wschodu do sieni zachowane są również fragmenty malowideł. Wśród nich m.in. inskrypcja z przepisami dotyczącymi sprawiedliwości. Babiniec znajdujący się nad sienią i salą kahału posiada sklepienie krzyżowe. Znajdują się w nim trzy wąskie okna, dzięki którym kobiety mogły śledzić przebieg nabożeństwa. W jego wnętrzu zachowała się również kamienna skarbona.

## Galeria

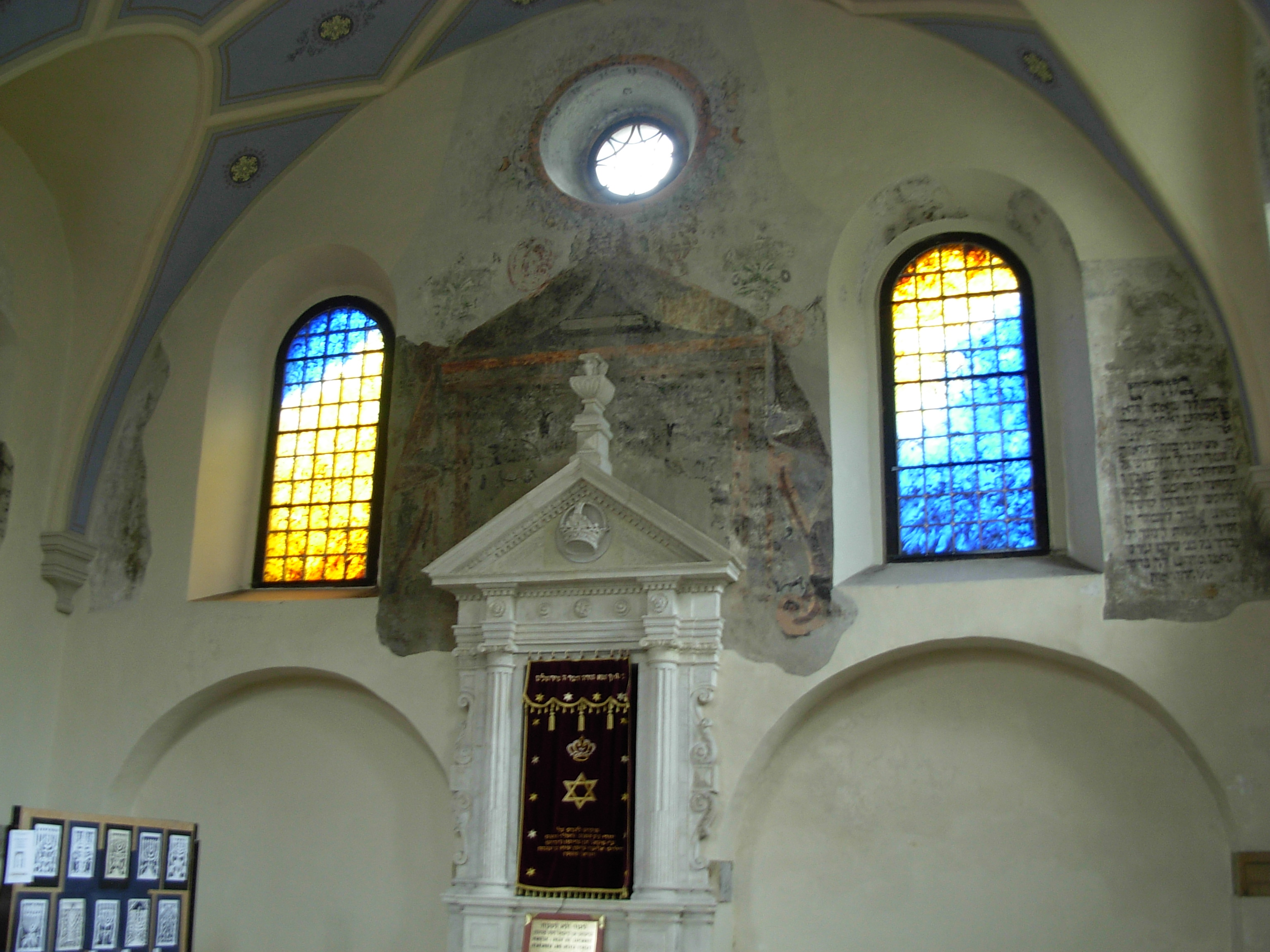
Sala główna
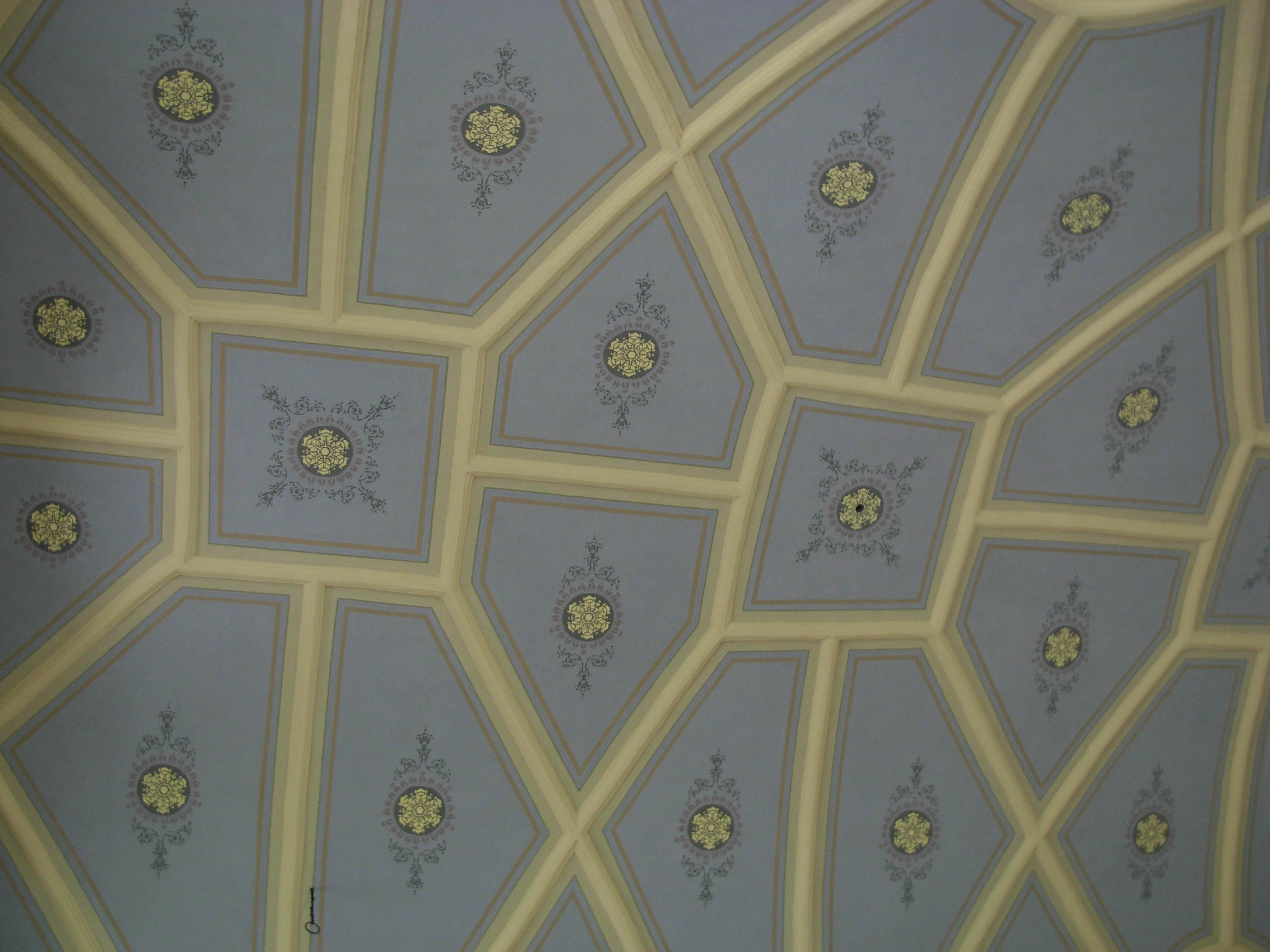
Sklepienie sali głównej
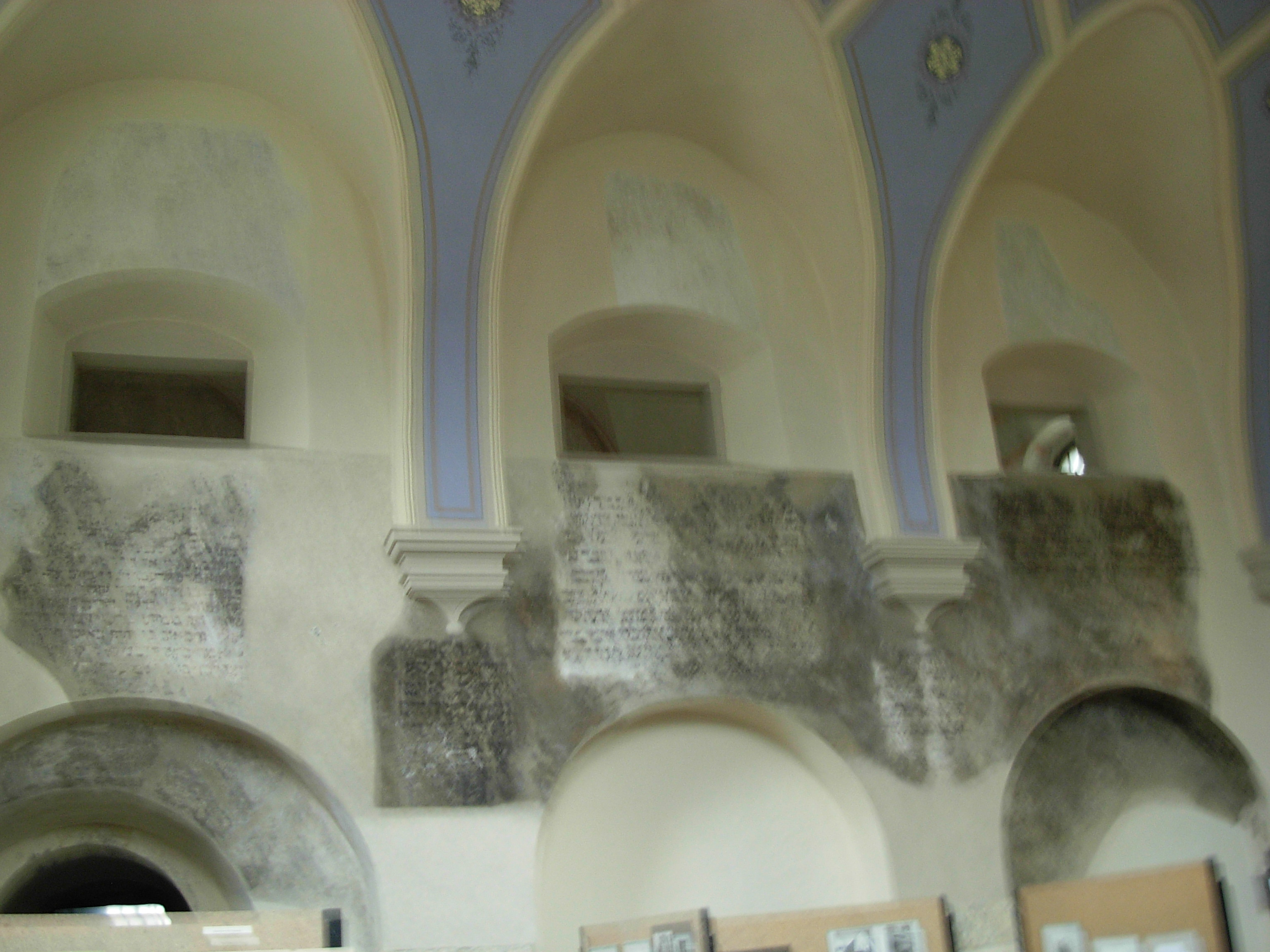
Okna babińca
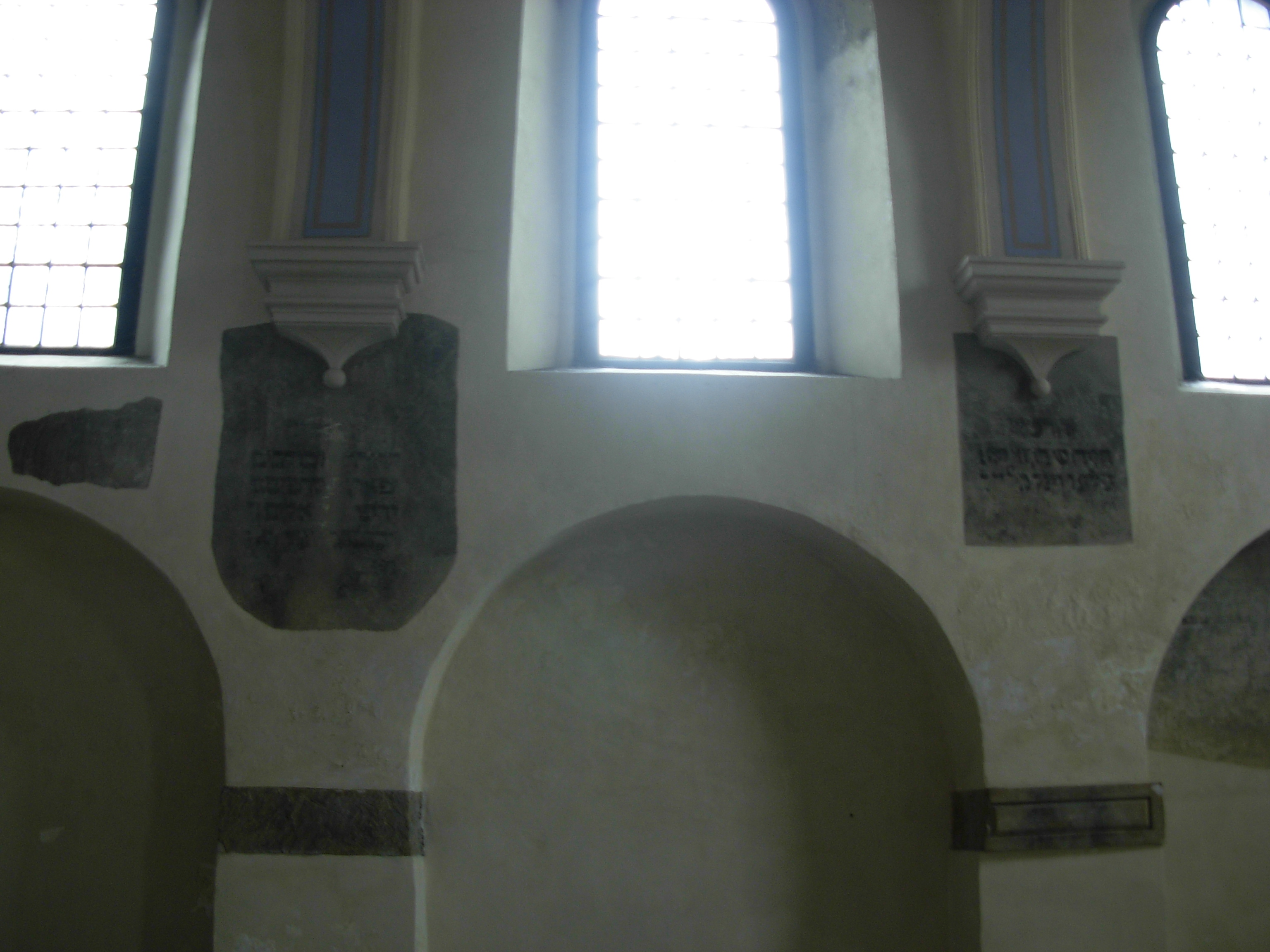
Malowidła sali głównej
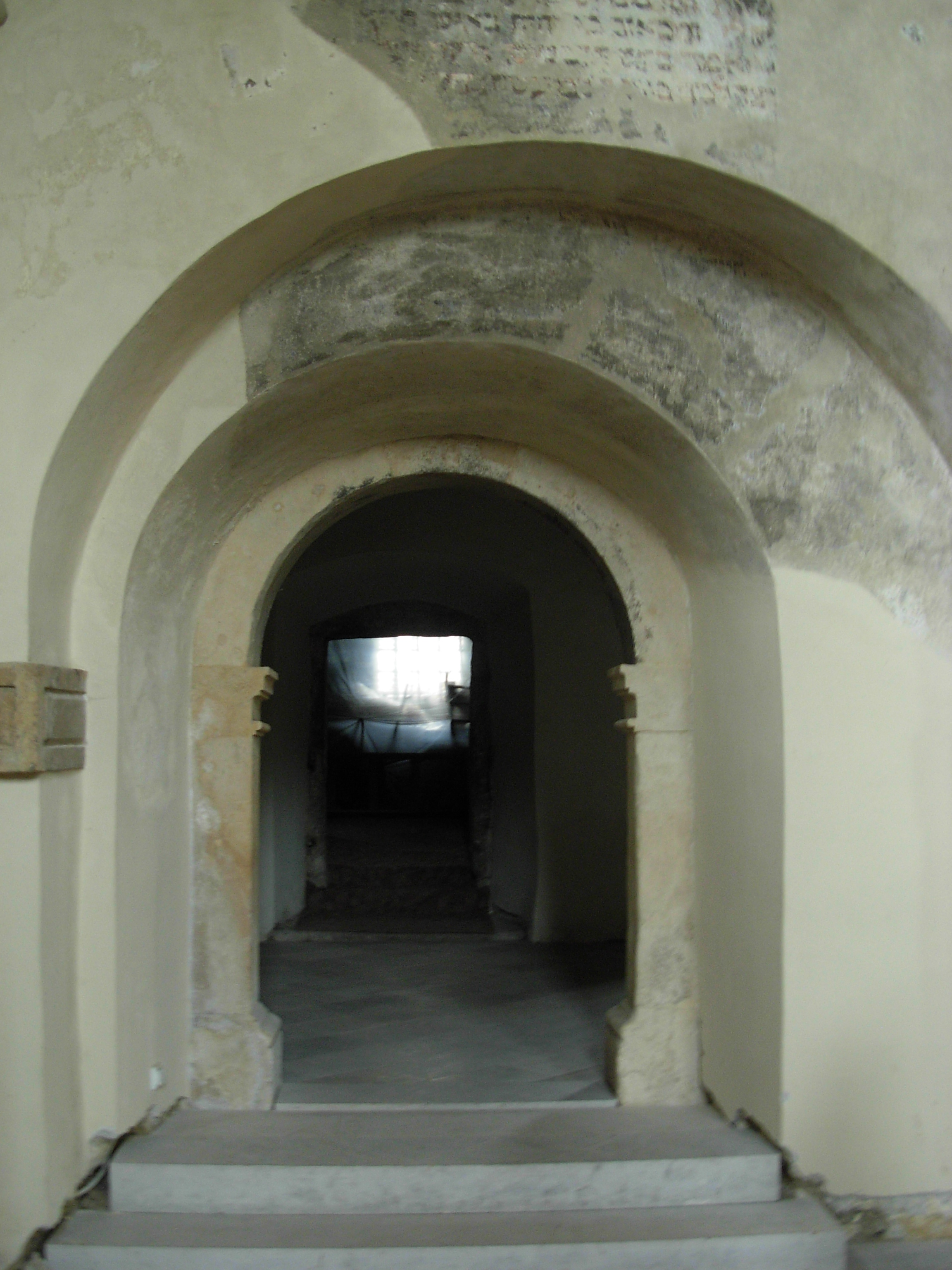
Wejście do sali głównej
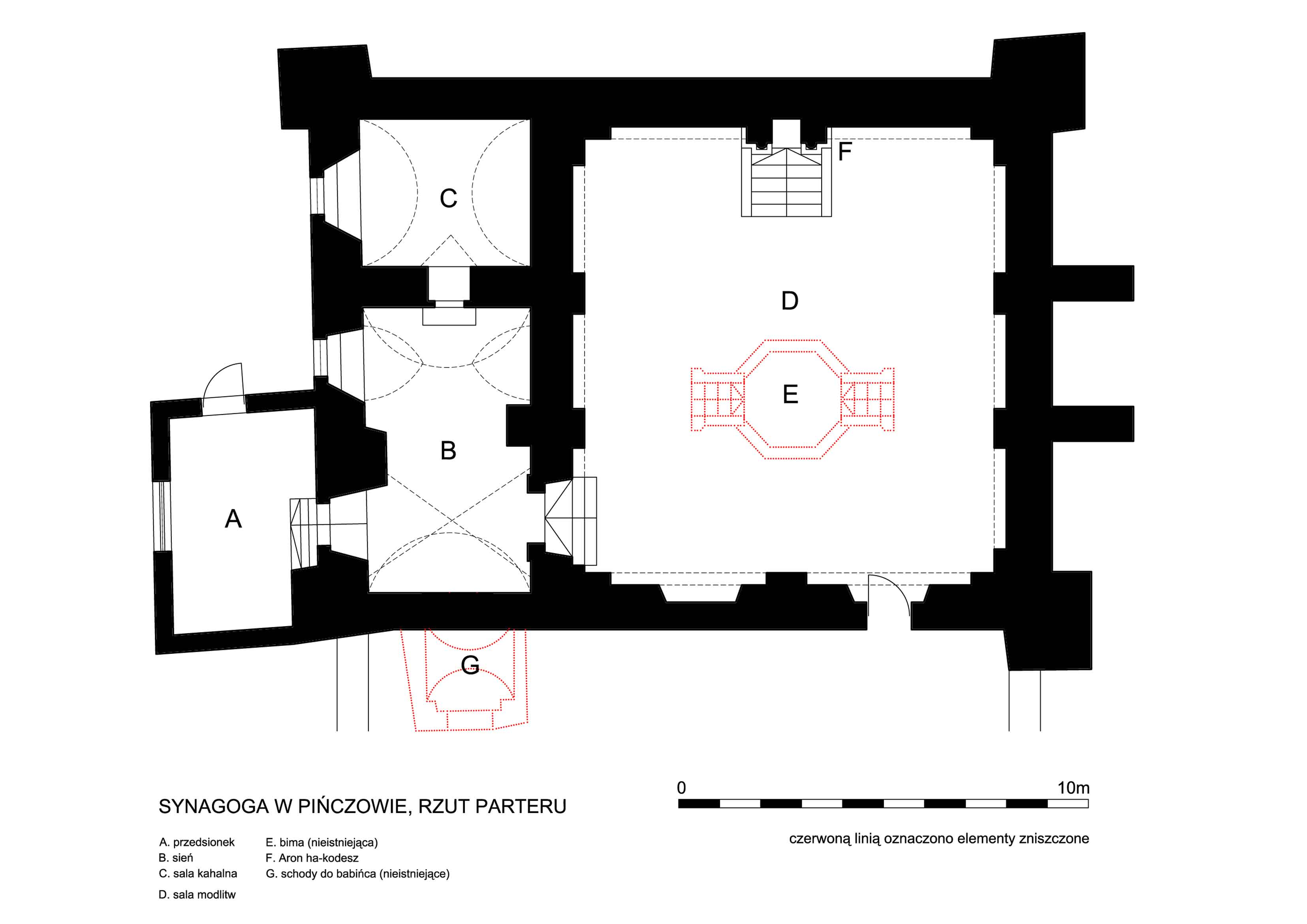
Rzut parteru
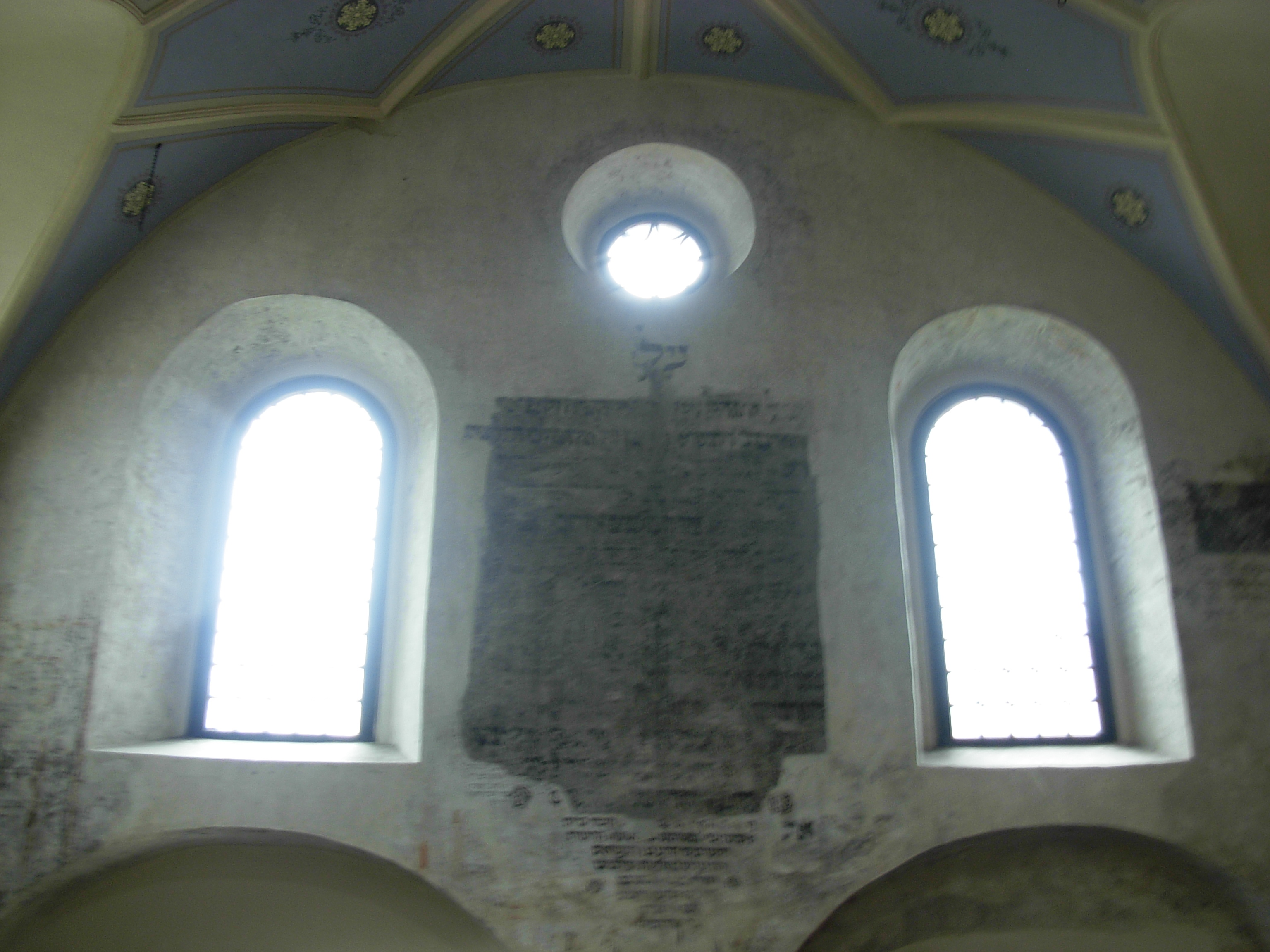
Malowidła sali głównej
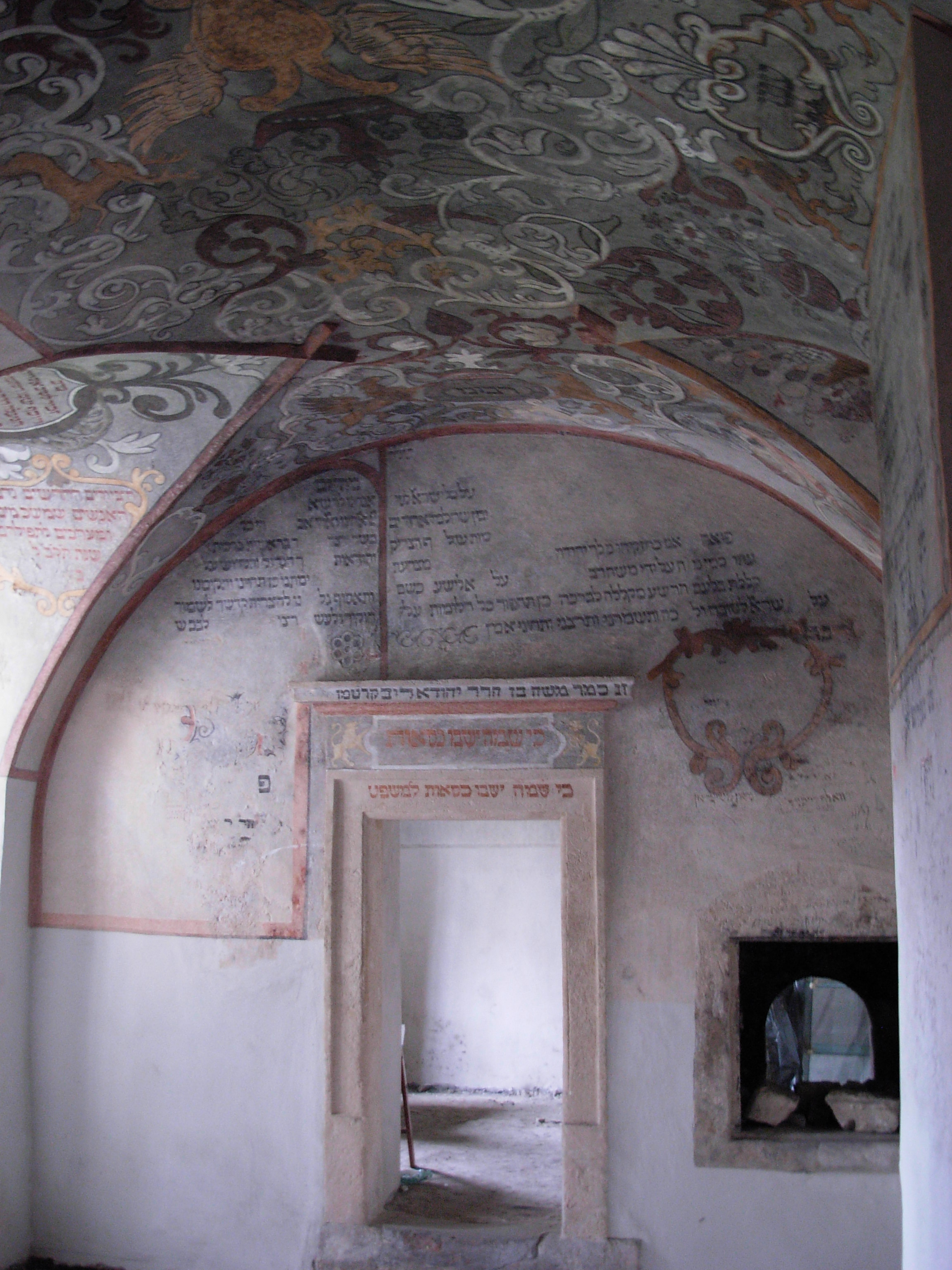
Przedsionek
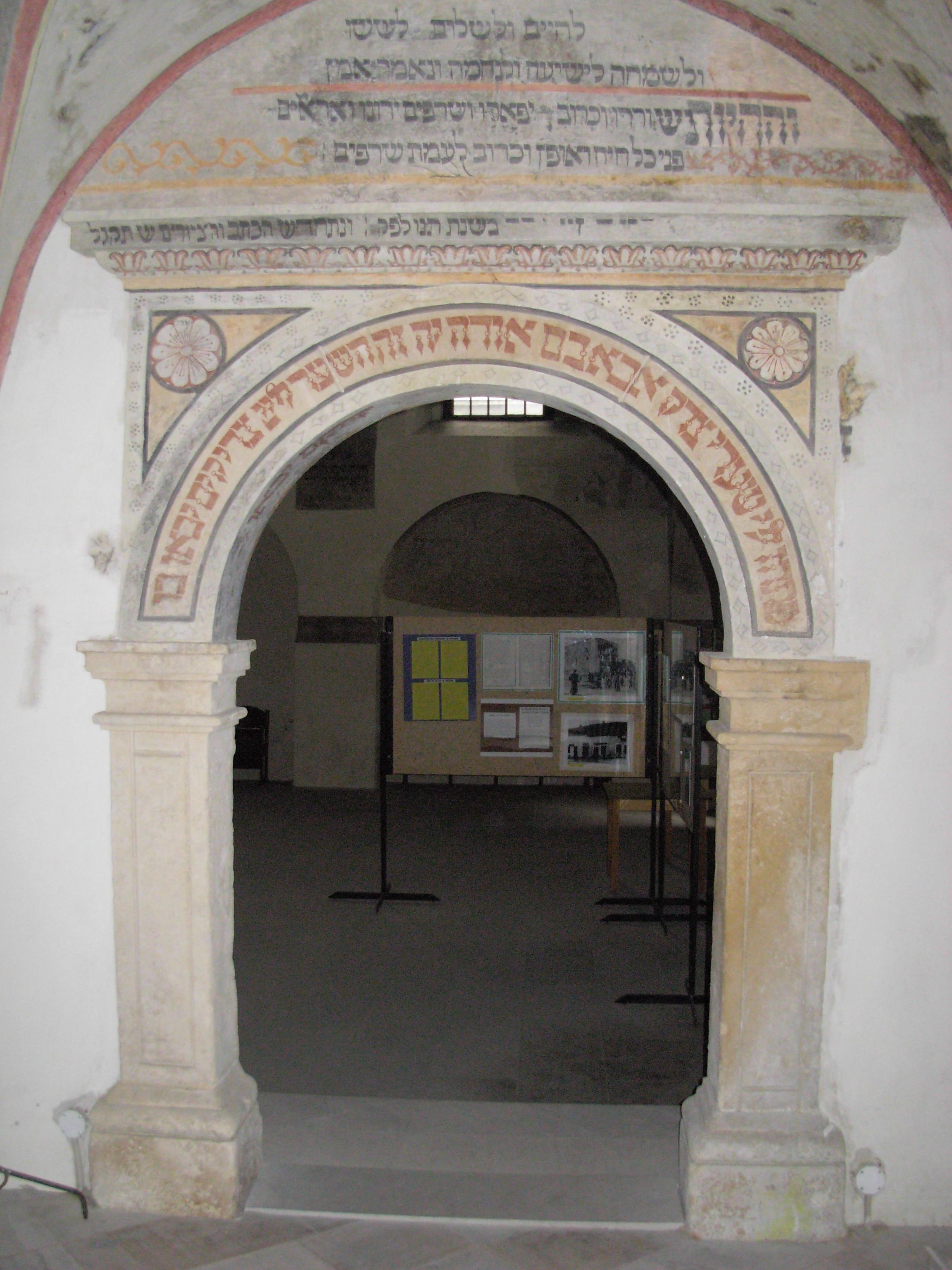
Portal
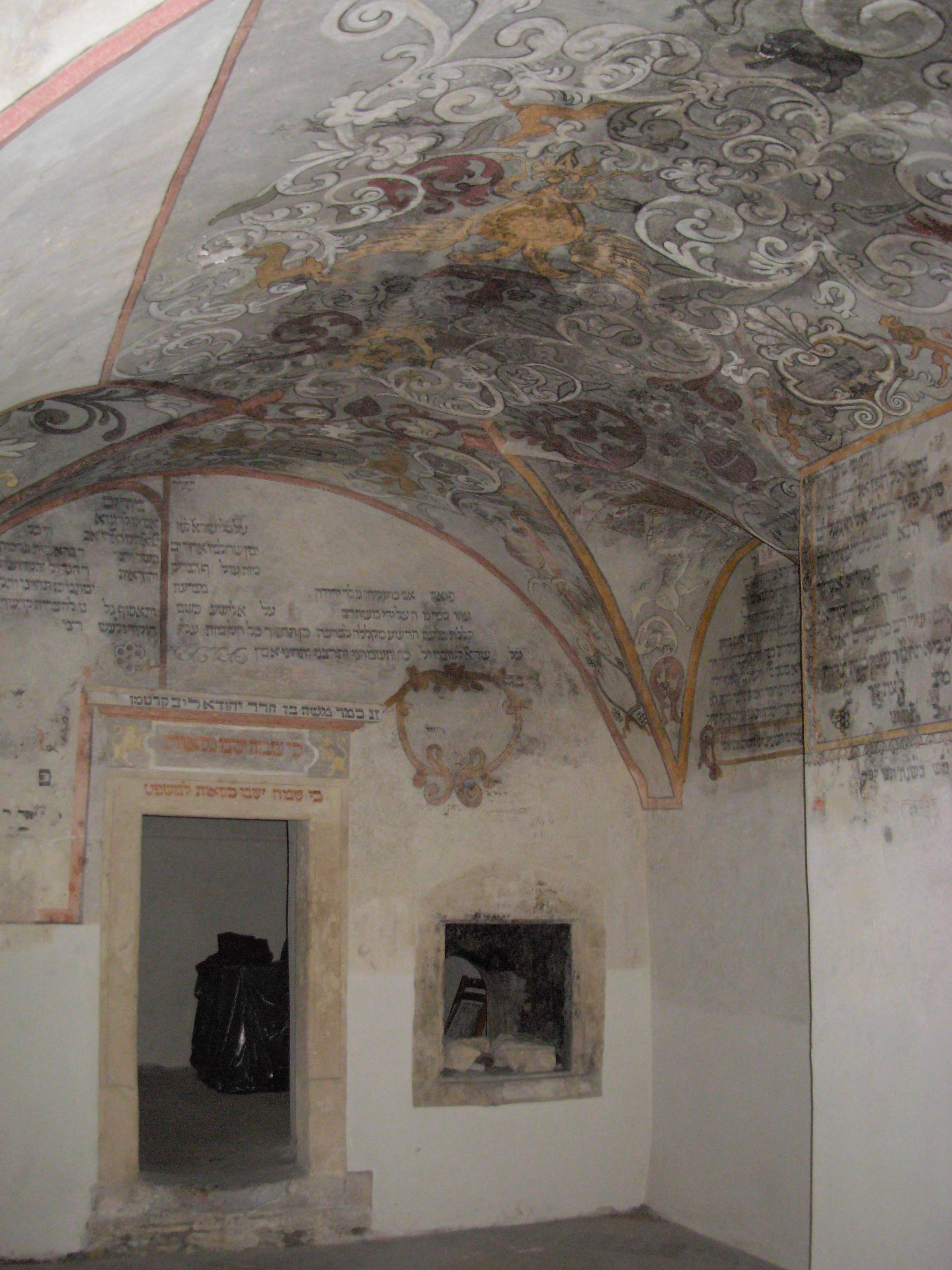
Przedsionek
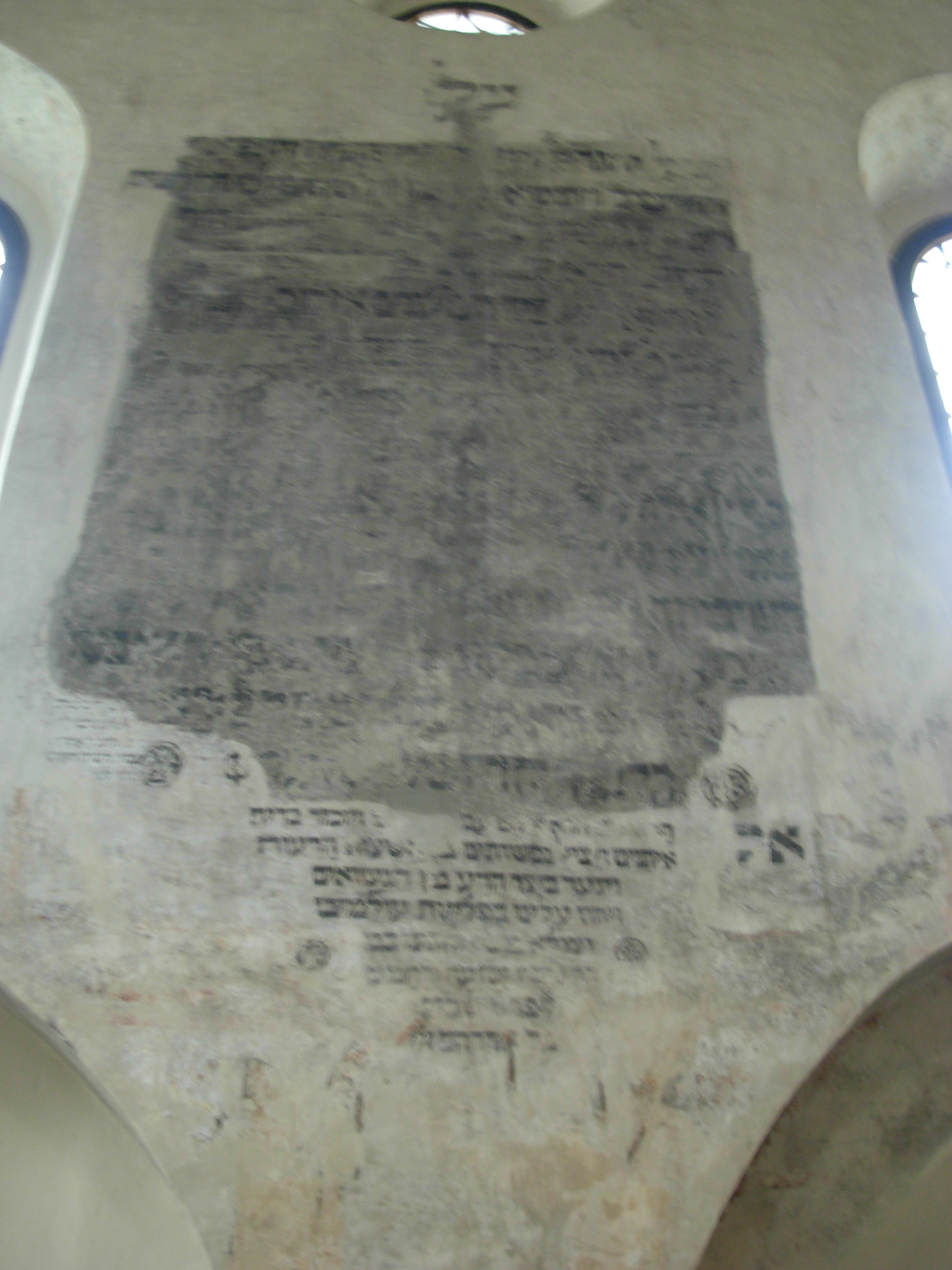
Polichromia sali głównej
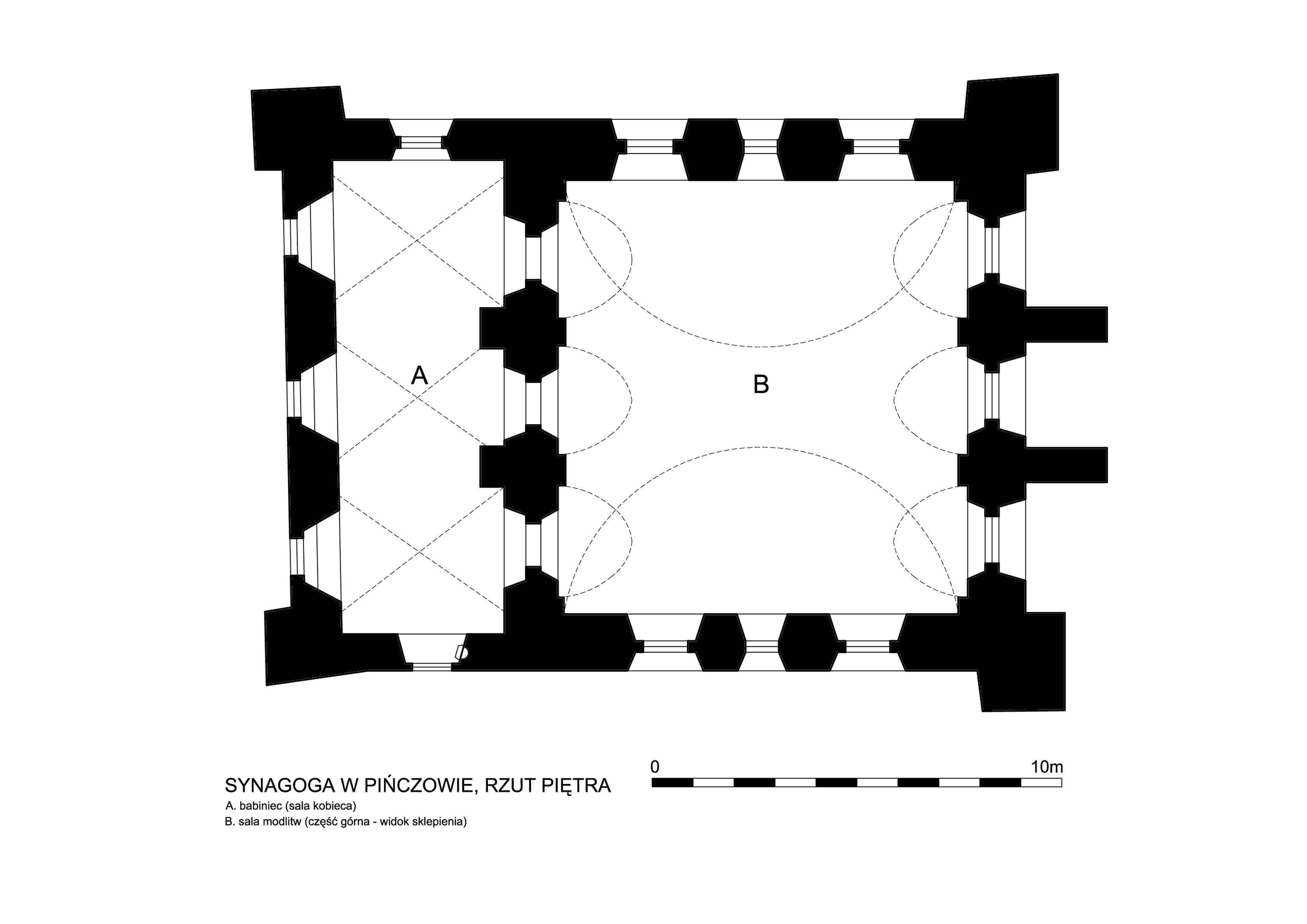
Rzut piętra